# Dal Joon Lee
Dal Joon Lee (* 30. Mai 1939 in Wonju (Südkorea); † 19. September 2010) war ein amerikanischer Tischtennisspieler. Er nahm in den 1960er und 1970er Jahren an vier Weltmeisterschaften teil.

## Werdegang
Dal Joon Lee war der Sohn reicher Eltern, die jedoch während des Koreakriegs umkamen. Bald begann er mit dem Tischtennissport und brachte es durch intensives Training zu beachtlicher Spielstärke. Zunächst trat er unter der Flagge Südkoreas auf. 1960 wurde er bei den Asienmeisterschaften Zweiter im Einzel hinter dem Japaner Ichirō Ogimura. Zuvor hatte er sich gegen die Japaner Nobuya Hoshino (16. der Weltrangliste) und Teruo Murakami (WRL Platz 4) durchgesetzt. Bei den Asienspielen 1962 erreichte er im Mannschaftswettbewerb das Endspiel. 1964 wurde er nationaler Südkoreanischer Meister. Danach wanderte er in die USA aus.
Von 1968 bis 1973 gewann er sechsmal in Folge die offene amerikanische Meisterschaft. Von 1969 bis 1975 wurde er für alle vier Weltmeisterschaften nominiert, kam dabei jedoch nie in die Nähe von Medaillenrängen. Mitte der 1960er Jahre zeigte er zusammen mit Richard Bergmann Schaukämpfe für die Harlem Globetrotters. 1983 wurde er in die Tischtennis-Hall of Fame der USA aufgenommen.
In der Saison 1977/78 war er in Deutschland beim TSV Selk aktiv.

## Privat
Dal Joon Lee heiratete 1967 Linda Williams, mit ihr hatte er einen Sohn (* 1968). 1975 ging er eine zweite Ehe ein mit der südkoreanischen Tischtennisspielerin He-Ja, die Mitte der 1970er Jahre beim deutschen Bundesligaverein TSV Kronshagen spielte und an der WM 1979 teilnahm. Aus dieser Ehe gingen drei Kinder hervor.

## Turnierergebnisse
| Verband | Veranstaltung           | Jahr | Ort      | Land | Einzel     | Doppel    | Mixed     | Team |
| ------- | ----------------------- | ---- | -------- | ---- | ---------- | --------- | --------- | ---- |
| USA     | Asienmeisterschaft TTFA | 1960 | Bombay   | IND  | Silber     |           |           |      |
| USA     | Asienspiele             | 1962 | Jakarta  | INA  |            | 5         |           | 2    |
| USA     | Weltmeisterschaft       | 1975 | Calcutta | IND  | letzte 128 | Qual      | Qual      | 19   |
| USA     | Weltmeisterschaft       | 1973 | Sarajevo | YUG  | letzte 128 | letzte 32 | Qual      | 17   |
| USA     | Weltmeisterschaft       | 1971 | Nagoya   | JPN  | letzte 64  | letzte 32 | letzte 64 | 28   |
| USA     | Weltmeisterschaft       | 1969 | München  | FRG  | letzte 128 | letzte 32 | Qual      | 18   |